# Красноярка (Самарская область)
Красноярка — посёлок в Сергиевском районе Самарской области в составе сельского поселения Серноводск.

## География
Находится недалеко от левого берега реки Сок на расстоянии примерно 4 километров по прямой на востоко-северо-восток от районного центра села Сергиевск.

## Население
Постоянное население составляло 45 человека (русские 53 %) в 2002 году, 34 в 2010 году.